# Jernbaneloven af 27. maj 1908
Jernbaneloven af 27. maj 1908 - Lov nr. 156 om nye jernbaneanlæg m.v. - er en af de tre store jernbanelove fra 1894, 1908 og 1918, der indeholdt hjemmel til anlæg og drift af de fleste danske privatbaner.
1908-loven indeholdt desuden statsbaneanlæg.

## Statsbaneanlæg
- dobbeltspor Nyborg-Strib
- erhvervelse og ombygning af privatbanen Vejle-Give samt anlæg af jernbane fra Give over Thyregod og Brande til Herning
- anlæg af jernbane fra Vigerslev over Brøndbyøster og Greve til Køge (ikke udført)
- anlæg af jernbane fra Funder over Brande, mellem Omvraa (Blaahøj) og Filskov samt fra Grindsted til Bramming
- anlæg af jernbane fra Skjern til Videbæk
- anlæg af jernbane fra Næstved over Herlufmagle, Glumsø, Sandby, Ringsted, Hvalsø, Skibby, Frederikssund og Slangerup til Hillerød - anlagt Næstved-Frederikssund

## Privatbaner
Indtil 1. april 1925 kunne der gives eneret til anlæg og drift af nedenstående baner. Staten betalte mellem 40% og 75% af den enkelte banes anlægsomkostninger. Eneretten gjaldt til 1. januar 2008, men staten kunne mod kompensation overtage banerne 25 år efter åbningen.
Hvis der ikke var defineret andet, skulle banerne være normalsporede. Det gjaldt også for forlængelserne af de to smalsporede baner fra Horsens til Tørring og Bryrup. Her var der ikke krav om samdrift mellem de gamle og de nye strækninger. En mulighed for at etablere samdrift kunne være, at også de nye strækninger blev anlagt som smalsporede, hvilket ministeren kunne give tilladelse til. Løsningen kom først med 1918-loven, der indebar, at de to smalsporede strækninger skulle ombygges til normalspor.
1908-loven indeholdt en række elektriske jernbaner, især i Østjylland. I 1918-loven blev disse projekter annulleret og delvis erstattet af almindelige jernbaner, hvoraf kun én blev anlagt, nemlig Vestsallingbanen.
I alt blev 35 af 1908-lovens 51 privatbaneprojekter gennemført, 3 dog kun delvis og 2 efter at være ændret i 1918-loven.

### Lovens privatbaneprojekter
1. fra Hornbæk til Gilleleje
2. fra Helsinge til Tisvildeleje
3. fra Gilleleje til et punkt på Helsinge-Tisvildeleje banen (ikke anlagt)
4. fra Vanløse til Jyllinge (ikke anlagt)
5. fra Roskilde til et punkt på Hvalsø-Frederikssund banen (ikke anlagt)
6. fra Frederiksværk til Hundested
7. fra Hørve til Værslev
8. fra Køge til Kværkeby - overført fra 1894-loven som Køge-Borup, i 1913 ændret til Ringsted eller Kværkeby, anlagt Køge-Ringsted
9. fra Karrebæksminde til Næstved - overført fra 1894-loven, ikke anlagt
10. fra Præstø til Mern, evt. fortsat til et punkt på Masnedsund-Kalvehavebanen (krav om samdrift med Næstved-Præstø eller Kalvehavebanen) - fortsættelsen til Kalvehavebanen ikke anlagt
11. fra Møns Klint til Stege, evt. til Hårbølle – overført til 1918-loven med sidebane til Koster; ikke anlagt
12. fra Nysted over Nykøbing Falster til Stubbekøbing
13. fra Nakskov til Kragenæs
14. smalsporet jernbane fra Rønne over Klemensker og Rø til Allinge
15. smalsporet jernbane fra Almindingen over Østermarie til Gudhjem
16. fra Odense eller et punkt på Nordfynske Jernbane til Nørre Aaby eller Middelfart med en sidebane fra Brenderup til Bogense - anlagt Odense-Brenderup-Middelfart og Brenderup-Bogense
17. fra Dalby til Martofte (krav om samdrift med Odense-Kerteminde-Dalby)
18. fra Faaborg eller et punkt på Ringe-Faaborg Banen til Svendborg eller et punkt på Odense-Svendborg Banen mellem Svendborg og Sørup - anlagt Katterød-Svendborg
19. fra Rudkøbing til Bagenkop med sidebane til Spodsbjerg
20. fra Hjørring over Løkken til Aabybro
21. fra Hjørring til Dybvad eller Hørby - anlagt Hjørring-Hørby
22. fra Vodskov til Dybvad eller Østervrå - anlagt Vodskov-Østervrå
23. fra Ålbæk over Tversted til Hjørring, evt. med sidebane fra Vellingshøj til Hirtshals - kun anlagt Hjørring-Vellingshøj-Hirtshals
24. fra Asaa over Ørsø til Dronninglund eller Asaa-Dronninglund (krav om samdrift med Nørresundby-Sæby-Frederikshavn) - anlagt over Ørsø
25. fra Aars til Hvalpsund
26. fra Nykøbing Mors over Solbjerg til Vilsund med sidebane til Sejerslev, evt. Feggesund og fra Nykøbing Mors over Karby til Næssund med sidebane til Øster Assels - banen til Karby (nu kun evt. til Næssund) blev overført til 1918-loven, mens den nordlige bane udgik, fordi den nu var påtænkt som statsbane; ingen af banerne blev anlagt
27. fra Ringkøbing over Ølstrup og Brejning til Nørre Omme - anlagt Ringkøbing-Ørnhøj
28. fra Randers-Hobro banen til Mariager, evt. videre til et punkt på Randers-Hadsund banen - kun anlagt Fårup-Mariager
29. fra Ryomgård til Gjerrild, evt. til Grenaa - anlagt inkl. forlængelsen til Grenaa
30. elektrisk jernbane fra Randers til Aarhus - ikke anlagt
31. elektrisk jernbane mellem Hornslet og den elektriske bane Randers-Aarhus - ikke anlagt
32. elektrisk jernbane fra Torup Pakhus ved Kalø Vig til Hornslet - ikke anlagt
33. elektrisk jernbane fra Skive gennem Vestsalling - overført til 1918-loven, men ændret til almindelig jernbane og med endepunkt i Rødding
34. fra Rødkærsbro til Kjellerup
35. fra Hammel til Thorsø på Langå-Silkeborg banen
36. fra Bryrup til et punkt på Funder-Bramming banen - overført til 1918-loven, men ændret til Bryrup-Silkeborg
37. fra Tørring over Tinnet Vesterlund til Thyregod
38. elektrisk jernbane fra Randers til Viborg - ikke anlagt
39. elektrisk jernbane fra Silkeborg over Ans og Tange til et punkt på Randers-Viborg banen - ikke anlagt
40. fra Nørre Nebel til Tarm (krav om samdrift med Varde-Nørre Nebel)
41. fra Vandel til Grindsted
42. fra Tistrup til Grindsted - anlagt Varde-Grindsted
43. fra Troldhede over Sønder Omme, Grindsted og Bramdrup til Kolding med sidebane til Vejen
44. smalsporet jernbane fra Kolding over Hejls til Hejlsminde - anlagt normalsporet
45. smalsporet jernbane fra Kolding til Taps - anlagt normalsporet
46. smalsporet jernbane fra Vamdrup over Ødis-Bramdrup og Ødis til Taps - anlagt normalsporet
47. smalsporet jernbane fra Ribe mod øst til landegrænsen (Gelsbro) - ikke anlagt
48. en jernbane fra Holsted station til Holsted by - ikke anlagt
49. elektrisk jernbane fra et punkt på Ryomgård-Gjerrild banen (Laen) til Allingåbro - ikke anlagt
50. elektrisk jernbane fra Allingaabro over Ørsted til Holbæk, evt. til Udby og evt. med sidebane til Voer-Mellerup Færgested - ikke anlagt
51. elektrisk jernbane fra Randers til Mellerup - ikke anlagt